# 주 효왕

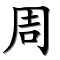

주 효왕(周 孝王)은 주나라의 제8대 왕이다. 성은 희(姬), 이름은 벽방(辟方)이다. 주 목왕의 아들이자 주 공왕의 동생으로, 조카 주 의왕이 죽은 뒤 왕이 되었다.
| 전 임 조카 의왕 간 | 제8대 주나라의 왕 | 후 임 종손 이왕 섭 |